# 伊藤鉄英
伊藤 鉄英（いとう てつひで）は、膵臓疾患を専門とする日本の医師。

## 来歴
福岡県福岡市出身。福岡市立城西中学校、ラ・サール高等学校、九州大学医学部医学科卒。
九州大学病態制御内科准教授などを経て、2017年より福岡山王病院膵臓内科・神経内分泌腫瘍センター長。2018年4月より国際医療福祉大学大学院医学研究科教授。2020年4月より国際医療福祉大学医学部消化器内科学教授。

## 人物
- 身長176cm、血液型O型。
- 野球は福岡ソフトバンクホークス、サッカーはアビスパ福岡を応援している。
- 娘はタレントの伊藤友里。